# Sacra rappresentazione
La sacra rappresentazione  è un genere teatrale di argomento religioso. Si tratta della narrazione di un fatto religioso compiuta in maniera più articolata rispetto alla semplice lettura o declamazione di un testo.
La parola "rappresentazione" in filosofia indica l'atto con cui la coscienza riproduce qualcosa di esterno ad essa (avvenimento, persona od oggetto) o rende evidente qualche cosa di interno (un sentimento uno stato d'animo o un prodotto della fantasia), esemplificandone i significati simbolici e traducendone le azioni in immagini descrittive.
Con riferimento alla cultura occidentale, si può iniziare a parlare di sacra rappresentazione quando, durante la lettura di un testo religioso, compaiono due o più lettori dialoganti o con ruolo di narratore (come nella lettura della "Passione di Gesù Cristo" per la religione cattolica). Le caratteristiche che la distinguono da una normale lettura sono l'intento didascalico e il desiderio di immedesimazione nell'evento.

## Teatro dei Misteri

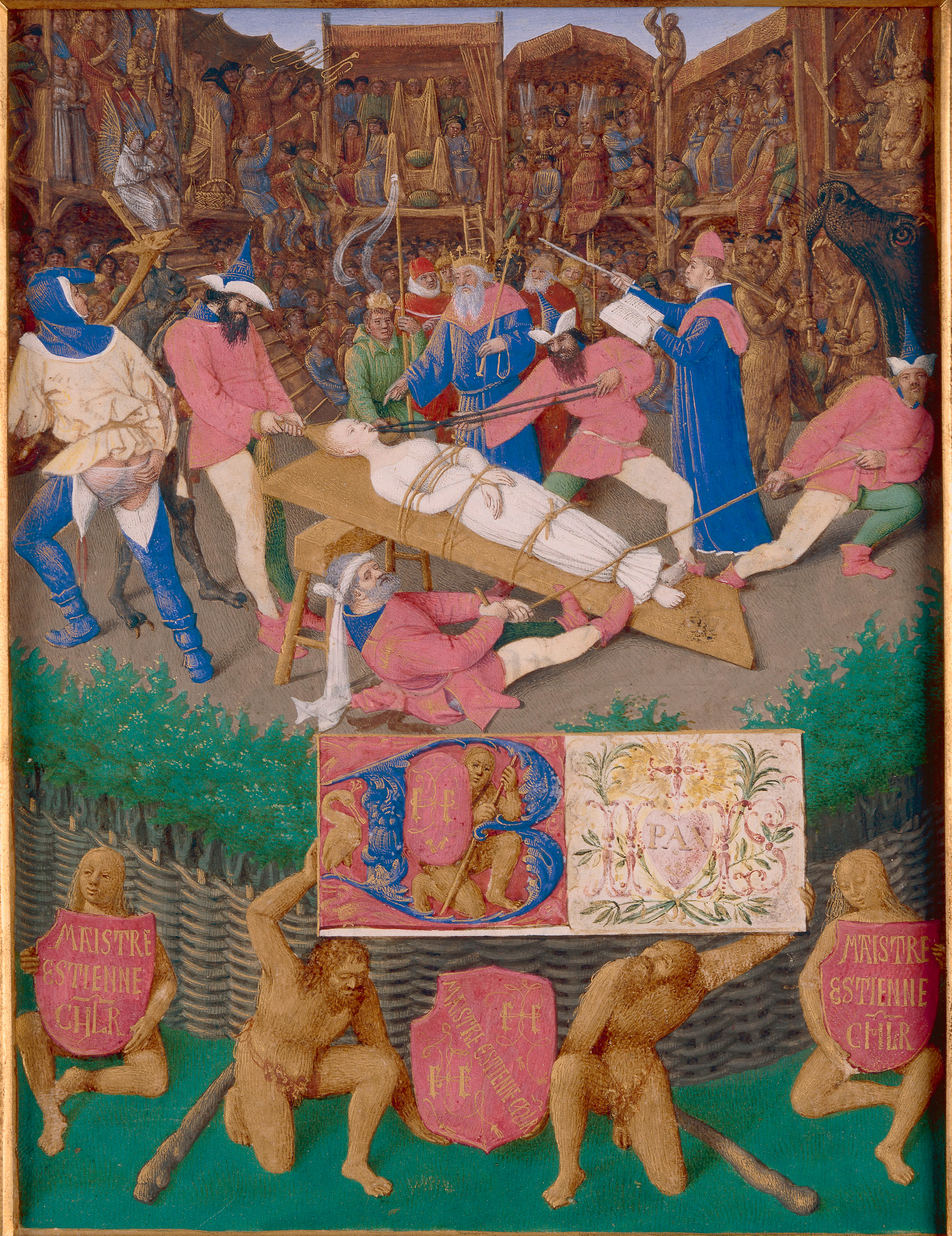
Jean Fouquet, il Martirio di sant'Apollonia, ambientato in una sorta di palcoscenico

Una delle prime testimonianze del teatro medievale sacro è del 970, quando il Vescovo di Winchester descrive una sacra rappresentazione vista probabilmente a Limoges in Francia. La mattina di Pasqua un monaco, che interpreta la parte dell'Angelo, va a sedersi presso il Sepolcro. Qui viene raggiunto da tre monaci che impersonano le tre Marie e si aggirano come cercando qualcosa. Il monaco che simula l'angelo canta: "Quem quaeritis?" (Chi cercate?). L'azione prosegue con l'annuncio della Resurrezione e termina con il canto corale del Te Deum.
Questa primitiva rappresentazione del testo evangelico s'inserisce all'interno della principale celebrazione cristiana: la messa di Pasqua. Questo bisogno di rappresentare, per i fedeli che non seguivano il latino, divenne anche un imperativo morale per la Chiesa. Queste prime prove fatte all'interno delle chiese ben presto ebbero bisogno di spazio vitale, ovvero uno spazio scenico capace, poiché le più importanti sacre rappresentazioni erano costituite da scenografie multiple, dove apparivano contemporaneamente le varie scene della vita di Cristo.
La testimonianza iconografica più importante in questo senso è la raffigurazione della cosiddetta Passione di Valenciennes, dove convivono la casa della Madonna per l'Annunciazione, il Tempio della Presentazione, il Palazzo di Erode, il Paradiso e l'Inferno ecc. in una lunga sequela di costruzioni effimere, chiamate edicole per la loro forma tondeggiante, aperte in direzione dello sguardo dello spettatore. Queste edicole, chiamate mansiones, si trovavano su un grosso palcoscenico, forse l'una accanto all'altra o in altre raffigurazioni come quella del Martirio di Sant'Apollonia, dipinta da Jean Fouquet. La rappresentazione è al centro della scena mentre le "mansiones", occupate sia dagli attori che dagli spettatori, la circondano, in una specie di antenato del teatro elisabettiano.
Inizialmente gli attori, in genere abitanti delle città in cui la rappresentazione si svolgeva, recitavano la loro parte immobili davanti al pubblico che si assiepava di fronte ai vari "quadri viventi", ed era il pubblico che si muoveva da una scena all'altra in un percorso, come in una Via Crucis. In seguito la rappresentazione prese vita e conquistò il centro della scena. In Inghilterra invece si diffusero i cosiddetti pageants, dove ogni scena era montata su un palcoscenico semovente. In questo caso non erano gli spettatori a doversi muovere tra una scenografia e l'altra, ma erano gli episodi rappresentati che passavano davanti ai loro occhi. Su questa tipologia di spettacolo viario s'innestarono in seguito anche rappresentazioni profane, come i Trionfi e i carri carnevaleschi.
In Francia, ma non soltanto, si cercò di recuperare lo spazio rappresentativo degli antichi teatri romani e ciò aprì la stagione anche del teatro profano medievale, che ripropose ai cittadini le antiche commedie dei vari Plauto e Terenzio, che – in seguito tradotti in lingua volgare dagli Umanisti – furono gli spettacoli antesignani del teatro rinascimentale.

## In Italia

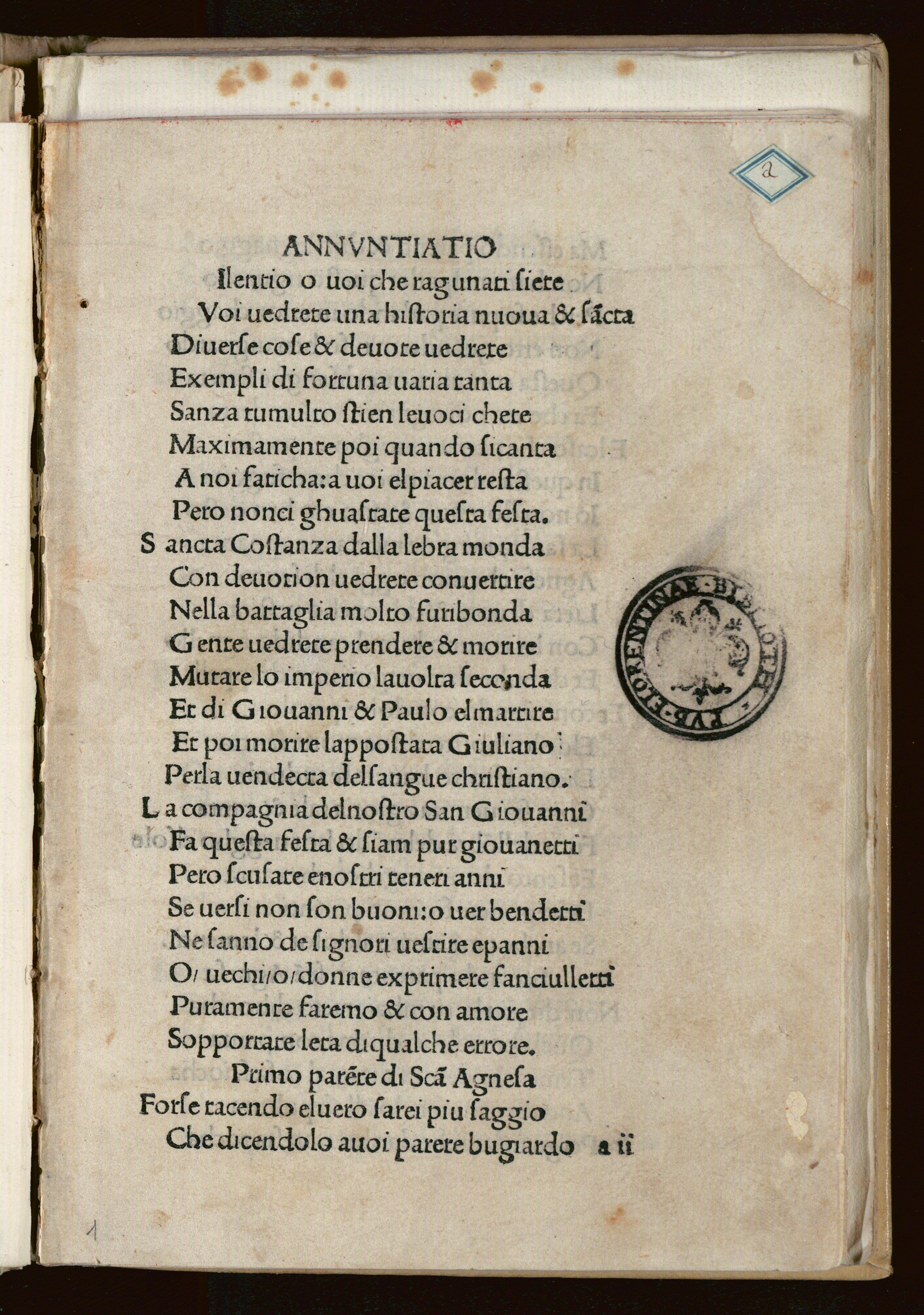
Sacra rappresentazione dei santi Giovanni e Paolo, scritta da Lorenzo de Medici negli ultimi anni della sua vita

Per la religione cristiana, la prima rappresentazione sacra che prevedeva l'intervento di esseri umani "figuranti" fu il presepe vivente che San Francesco d'Assisi "organizzò" nel 1223 a Greccio.
In Italia cominciarono ad avere una certa diffusione a partire dal XV secolo in Toscana.
Tale tradizione sopravvive tutt'oggi e molti sono gli esempi di presepi viventi in tutto il mondo.

### Lelaude drammaticheprecorritrici delle sacre rappresentazioni
Non si può parlare di rappresentazione sacra senza passare attraverso la descrizione della lauda drammatica. Tale rappresentazione racchiudeva in sé già tutte le caratteristiche di uno spettacolo teatrale con attori, costumi e musiche. La lauda trae le sue origini dalla ballata profana e, come la ballata, è composta da "stanze" per lo più affidate ad un solista o ad un gruppo da intendersi anche come coro. Il precursore della forma dialogica che porterà alla nascita della lauda drammatica fu senza dubbio Jacopone da Todi (1230-1306). La sua lauda più celebre fu la Donna de Paradiso (o "Pianto di Maria"), scritta in versi settenari e in cui, oltre alla Madonna, compaiono numerosi personaggi, come Gesù, il popolo, il nunzio fedele (facilmente identificabile in san Giovanni apostolo).
La lauda drammatica nacque e si sviluppò in un momento molto delicato per la chiesa; si parla infatti di un periodo in cui protagonista ideologico era il sogno di un rinnovamento inteso come ristrutturazione di un'istituzione ecclesiastica basata sulla spiritualità e sulla povertà. Vi fu un forte richiamo della pietas popolare, intesa come espressione religiosa di un popolo che amava sentirsi vicino a Cristo proprio partecipando sia attivamente che passivamente alle rappresentazioni di particolari momenti della sua vita.
A rappresentare le laude nacquero quindi le cosiddette "fraternite" (poi "confraternite"), composte spesso da chierici, ma anche da laici. Dalle fraternite si svilupparono poi successivamente i laudesi, i battuti, i disciplinati ecc.

Ricostruzione in modello dell'ingegno dell'Annunciazione, sacra rappresentazione messa in scena nel XV secolo a Firenze da Filippo Brunelleschi

### Estensione al campo profano, uso della musica
La chiesa, intesa come spazio architettonico, diventò ben presto uno ambiente troppo stretto per lo svolgimento delle rappresentazioni sacre, sia dal punto di vista volumetrico sia dal punto di vista della libertà espressiva. Si iniziò presto (sin dalla fine del Trecento) a costruire dei "palcoscenici" nei sagrati all'esterno delle chiese e la conseguenza fu proprio la nascita di rappresentazioni teatrali con tematiche profane (dal latino pro + fānum che significa proprio "prima, fuori dal tempio").
La musica divenne ben presto protagonista nelle rappresentazioni sacre; linee melodiche antiche lasciarono presto il posto prima a monodie accompagnate da strumenti musicali (spesso il ruolo del narratore all'interno della rappresentazione veniva cantato e da ciò deriva l'origine del termine recitativo, tuttora in uso nell'opera lirica), e successivamente nel Cinquecento la polifonia diventò la protagonista di ogni produzione musicale.
Anche il teatro rinascimentale italiano continuò nella messinscena delle sacre rappresentazioni, in particolare a Firenze si distinsero vari autori di rappresentazioni sacre, fra questi vanno citati Lorenzo il Magnifico, Feo Belcari e Giovanni Maria Cecchi. Le sacre rappresentazioni venivano recitate da confraternite laiche di fanciulli. A Firenze fra le più celebri era la Compagnia del Vangelista, protetta della famiglia Medici, che mettevano in scena le loro Sacre Rappresentazioni nel Teatro di Via dell'Acqua.

### La nascita dell'oratorio
Emilio de' Cavalieri nel 1599 – alle soglie della nascita del moderno melodramma – scrisse Anima e corpo, che fu messa in scena l'anno seguente nella chiesa di Santa Maria in Vallicella. Fu, questa, una vera e propria rivoluzione musicale e da questo nuovo modo di intendere la rappresentazione sacra proposto da de' Cavalieri nacque un genere musicale denominato "oratorio".
A quel tempo in ambito profano si era sviluppato il melodramma, genere caratterizzato da tematiche per lo più mitologiche, che veniva rappresentato all'interno delle corti. Nell'oratorio, a differenza del melodramma, non vi era l'esigenza, puramente estetica e quindi tipicamente terrena, di mostrare la bravura dei compositori e degli interpreti mediante esecuzioni virtuose e complesse, ma erano la semplicità e la linearità le vere protagoniste, fu proprio stravolto il concetto di bellezza che non era più sinonimo di complessità, ma di semplicità ed umiltà. Le altre fondamentali differenze tra oratorio e melodramma consistevano nelle tematiche trattate che nell'oratorio erano essenzialmente religiose o morali spesso legate a vicende agiografiche, nell'oratorio, inoltre, scompaiono i costumi e la voce diventa l'unico strumento di rappresentazione; inoltre il luogo ospitante la rappresentazione non è più la corte, bensì la chiesa.

### Sviluppo ulteriore dell'oratorio
La prassi compositiva dell'oratorio si divise in due correnti di pensiero: la prima legata alla lauda medioevale con il mantenimento della lingua volgare; la seconda, che nacque e si sviluppò nella chiesa del SS. Crocefisso di Roma, utilizzò la lingua latina, considerata più elegante e meno legata all'immanenza della situazione umana.
Il genere dell'oratorio toccò il proprio apice nel 1700. La struttura dell'oratorio in tale secolo diventò alquanto complessa ed articolata, prevedendo organici strumentali notevoli; le composizioni in stile mottettistico contrappuntistico sostituirono i recitativi in stile monodico.
In questo periodo il tema maggiormente preso in considerazione per la creazione degli oratori fu la passione di Cristo, con la nascita di due generi particolari di oratorio: la passione oratoriale, in cui i testi venivano presi direttamente dai Vangeli ed erano inframezzati da corali arie ed interventi strumentali, e la passione oratorio, composta su di un libretto che teneva in considerazione le sacre scritture come spunto tematico, ma il cui testo era totalmente libero. Sicuramente il maggiore esponente della passione oratorio fu Johann Sebastian Bach.
La Santa Infanzia di Gesù Cristo in teatro. Rappresentazioni, e trattenimenti drammatici di Giuseppe Antonio Patrignani, pseudonimo Presepio Presepi, fu edita nel 1709. I versi erano accompagnati da musiche – per coro di voci bianche su basso continuo – forse dello stesso Patrignani.

### La messa musicale
L'oratorio può essere accostato ad un altro genere sacro, praticato da molto più tempo: la messa. Inizialmente le varie sezioni della messa venivano cantate su musiche di autori diversi. Il primo compositore a scrivere autonomamente tutte le sezioni dell'Ordinarium Missæ – facendone un tutt'uno indivisibile – fu Guillaume de Machaut, con la sua Messa eseguita nel 1364 in occasione dell'incoronazione di Carlo V. In seguito il genere divenne fonte inesauribile di ispirazione per tutti i musicisti: basti pensare alla Messa in Si minore di J. S. Bach, alla Nelson-Messe di F. J. Haydn, alla Grande Messa in Do minore di W. A. Mozart, alla Missa Solemnis in Re maggiore di L. van Beethoven, alla Deutsche Messe di F. Schubert o alla Petite messe solennelle di G. Rossini. Dopo il Requiem in Re minore di Mozart, la Messa da Requiem divenne la variante più diffusa: esempi straordinari sono, in epoca romantica, il Requiem für Mignon di R. Schumann, il Requiem di G. Verdi e l'Ein deutsches Requiem di J. Brahms, in epoca moderna, il War Requiem di B. Britten e, in epoca contemporanea, il Requiem di A. L. Webber.

### Sacre rappresentazioni odierne

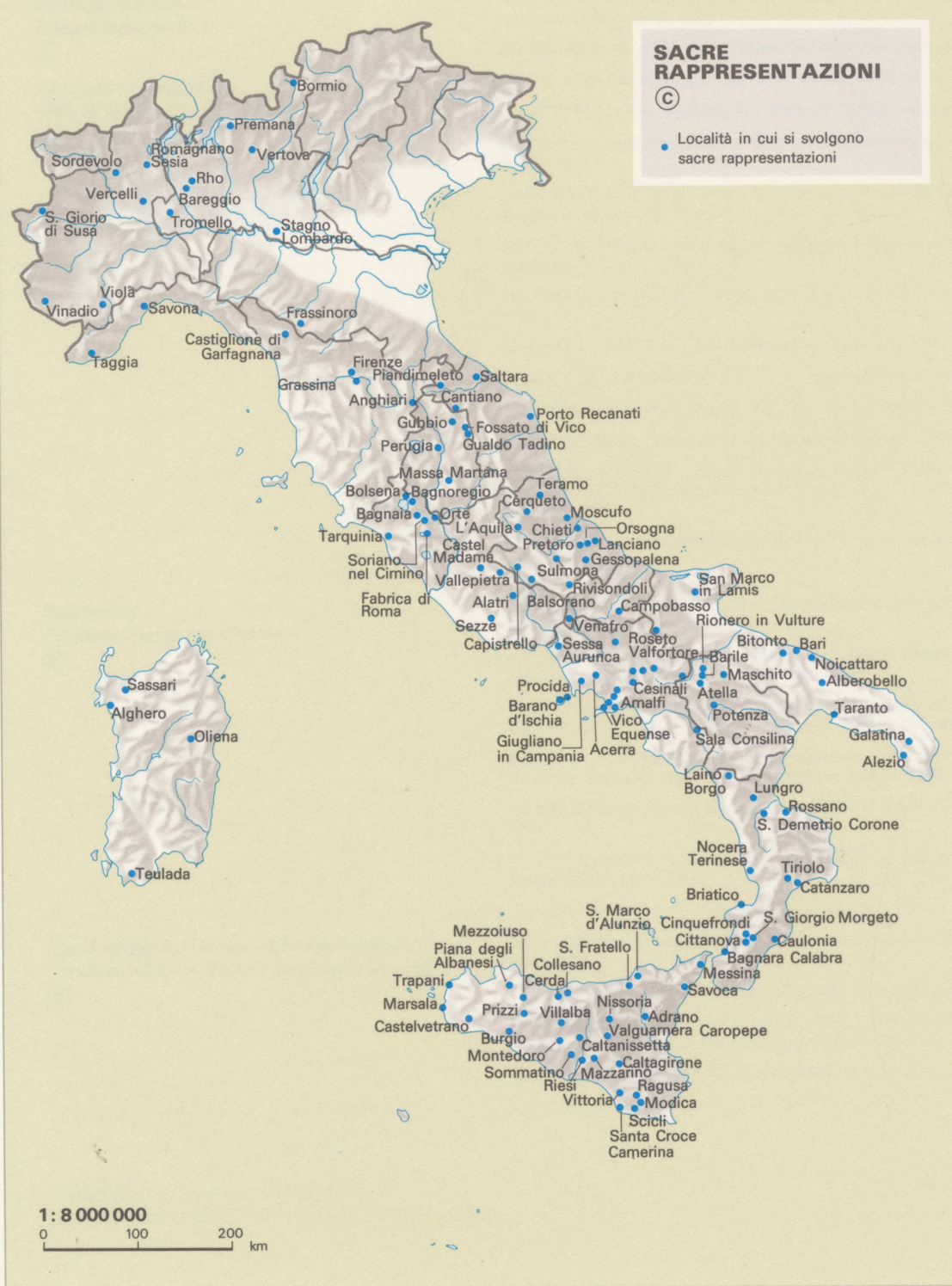
Mappa delle sacre rappresentazioni in Italia

A Marsala ogni anno il giorno del Giovedì santo va in scena la Sacra Rappresentazione della Passione del Signore (ex Processione del Giovedì Santo), messa in atto dalla Confraternita di Sant'Anna.
Ad Amalfi, ogni anno durante la Settimana Santa, l’Associazione Culturale Kaleidos porta in scena una sacra rappresentazione sulla Passione, Morte e Resurrezione di Cristo. Particolarità di questo spettacolo è lo studio e la drammatizzazione degli aspetti più umani di Gesù e dei personaggi a lui vicini.

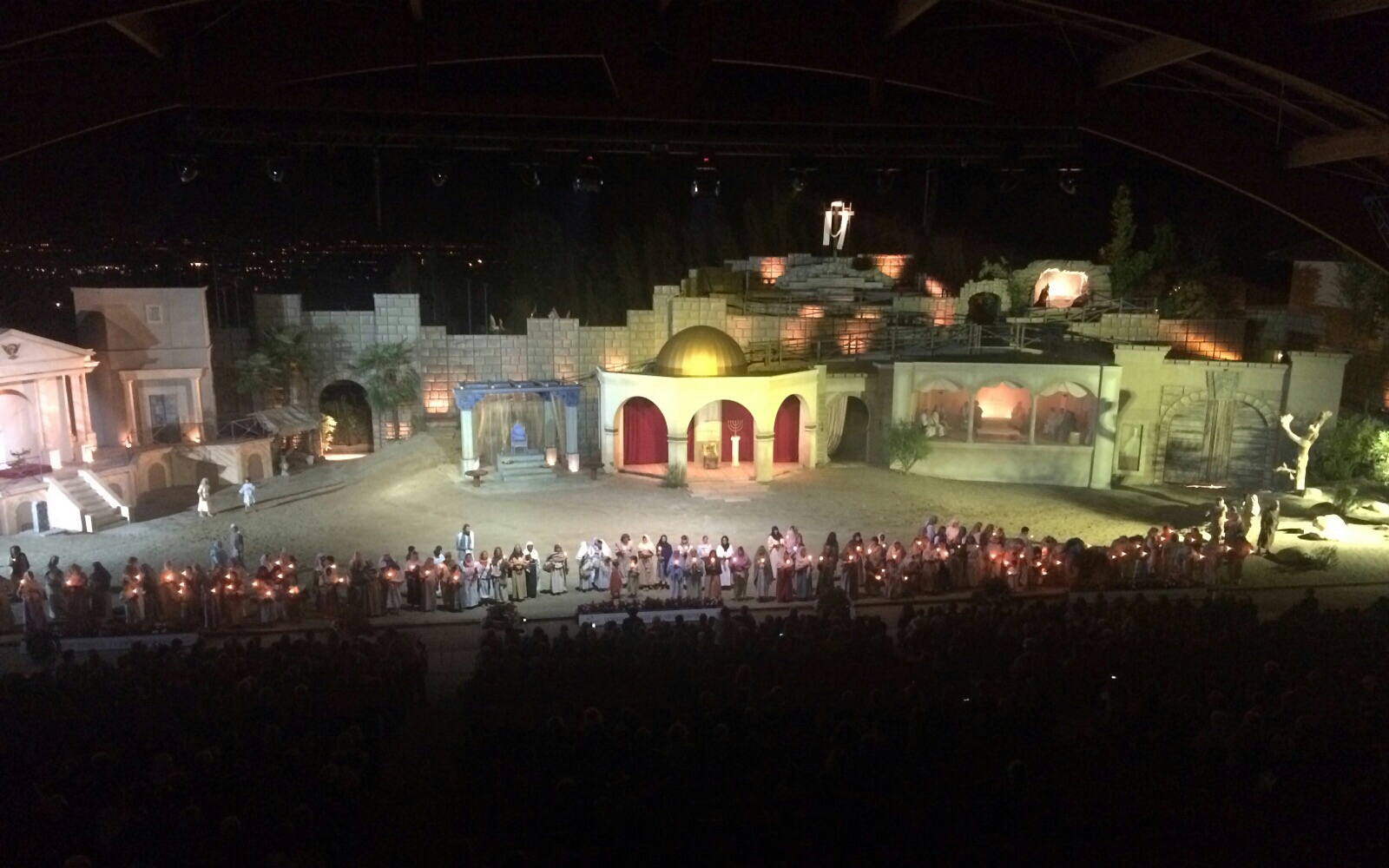
Anfiteatro della Passione di Sordevolo 2015

A Sordevolo ogni cinque anni, da giugno a settembre, la popolazione del paese mette in scena La Passione in completa autonomia artistica ed organizzativa. Si tratta del più grande spettacolo corale in Italia interpretato da attori dilettanti dai 5 agli 80 anni. Nell'anfiteatro da 2.400 posti del paese viene ricostruito un frammento della Gerusalemme dell'anno 33 d.C. e per un'intera estate oltre 400 attori si avvicendano nell'imponente scenografia per 40 repliche, che vedono arrivare a Sordevolo circa 40.000 spettatori.

## Esempi
Usanze popolari

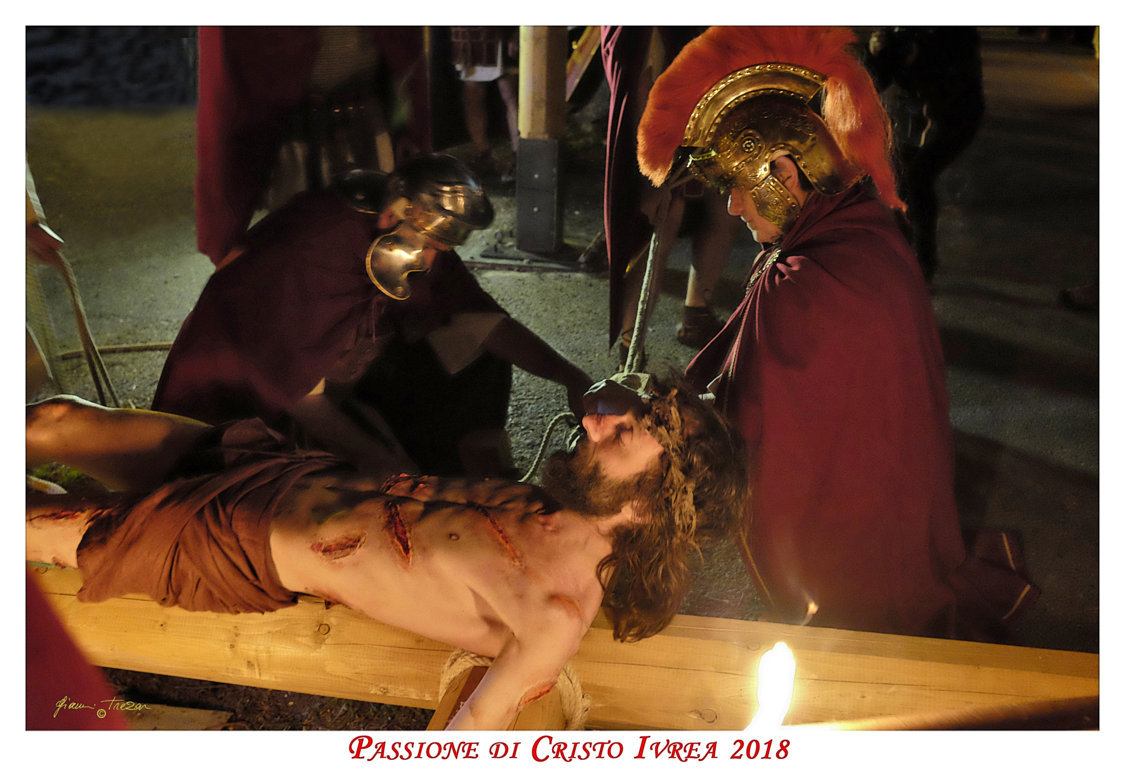

- La Passione a Sordevolo (BI; attestata dal Quattrocento, ripresa nel 1816)
- La Cerca a Collesano (PA; forse dal Seicento)
- La rappresentazione del Venerdì Santo a Romagnano Sesia (NO; dal 1729)
- Il Volo dell'Angelo di Gesualdo (AV; dall'Ottocento)
- La Passione di Cristo del Venerdì Santo a Maenza (LT; dal 1969)[1]
- La Sacra Rappresentazione della passione di Cristo di Cusinati (VI; dal 1980)[2]
- La Sacra Rappresentazione Medievale della Passione di Cristo Archiviato il 7 luglio 2018 in Internet Archive. di Ivrea (TO; dal 2016)[3] - https://www.lapassionedicristo.com Archiviato il 13 febbraio 2020 in Internet Archive.

Musica
- La Cantata dei pastori (1698) di Andrea Perrucci
- Le cantate di Johann Sebastian Bach, come ad esempio Herz und Mund und Tat und Leben (BWV 147)
- La Passione secondo Matteo (BWV 244; 1727) di Bach, come anche quelle secondo Giovanni (BWV 245; 1724) e Marco (BWV 247; 1731)